# 팝 스모크

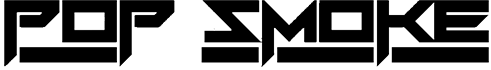
팝 스모크의 로고

바샤 바라카 잭슨(영어: Bashar Barakah Jackson, 1999년 7월 20일 ~ 2020년 2월 19일)은 예명 팝 스모크(영어: Pop Smoke)로 잘 알려진 미국의 래퍼였다.
뉴욕주 브루클린에서 나고 자랐으며, 어린 나이에 데뷔하여 드릴 음악의 역사에 한 획을 그었다.
2020년 2월 19일, 인스타그램에 실수로 본인의 거주지 주소가 포함된 비디오를 올렸으나, 곧바로 삭제하였다. 그러나 캘리포니아주 로스앤젤레스 할리우드힐스의 주택에 새벽 4시 30분경 주소를 파악한 스키 마스크를 쓰고 권총을 소지한 한 명을 포함해 두건을 쓴 남자 네 명이 집에 침입하여 팝 스모크의 가슴에 2발 총격을 하였다. 경찰 신고 후 6분 후에 집에 도착하고 다수의 총상과 팝 스모크를 발견했다. 즉시 시더스시나이 의학 센터로 이송되어 가슴 왼쪽에 개흉술을 시행하였으나, 몇 시간 후 사망 선고되었다.